# 沢朋宏
沢 朋宏（さわ ともひろ、1973年6月20日 - ）は、CBCテレビのアナウンサー・気象予報士。
戸籍上の名前は澤 朋宏で、こちらの表記が用いられる場合もある。

## 来歴・人物
愛知県西尾市徳次町生まれ。西尾市立花ノ木小学校2年のときに地元のボーイスカウト西尾第6団に入る。西尾市立西尾中学校卒業。1989年4月、愛知県立岡崎高等学校に入学。高校時代は登山部に所属し、このときインターハイなどの競技で気圧配置図を書いた経験が、のちに気象予報士の勉強に役立ったという。
1996年3月、早稲田大学商学部卒業。同年4月、CBCテレビ（当時中部日本放送）に入社。同期アナウンサーは桜沢信司（現報道部、気象予報士）、丹野みどり（のちフリーアナウンサー、現衆議院議員）、加藤小百合（現人材開発部部長）、重松和世（現フリーアナウンサー）。
鉄道ファンであるとともに気象予報士であり、特に「サタデー生ワイド そらナビ」ではその特技を活かした中心的役割を担っていた。
ボーイスカウト日本連盟広報委員会（旧社会連携・広報委員会）委員長、日本ボーイスカウト愛知連盟組織・拡充委員長、西尾第6団ビーバースカウト隊隊長などを務める。
2023年6月7日より病気療養のため担当番組を休演していたが、2024年（令和6年）1月5日の『多田しげおの気分爽快!!朝からP・O・N』で復帰。番組内で癌（左足ふくらはぎの肉腫（悪性軟部肉腫の未分化多形肉腫））の治療のためであったことを明らかにした。1月9日、『ゴゴスマ〜GO GO!Smile!〜』に復帰。
癌手術後、左足の皮膚が傷んだ状態になってしまったことから皮膚移植手術を受けることとなり、2024年12月10日より入院することが12月9日のゴゴスマで発表された。年内いっぱい休養し、2025年1月3日の「あけましてゴゴスマ！～全員集合！大開運SP2025～」より復帰。

## 現在の出演番組

### テレビ
- ゴゴスマ〜GO GO!Smile!〜（月曜日～金曜日→月・火・木→金曜日→月～水・金曜日 天気担当）
- CBCニュース（不定期）

### ラジオ
- 審議会からのお知らせ（CBCの自己批評番組。第4日曜 7:55 - 7:59）
- 徳川家のセーフティドライブ日記 （CBC。ナレーション役）
- ことばのおもちゃばこ
- CBCニュース（不定期）

## 過去の出演番組

### テレビ
- らぶらぶ屋（ナレーション）
- 名古屋ウィークリー
- ユーガッタ!CBC（2003年10月からは、水曜日・木曜日のメイン担当）
- イッポウ（まじあな、17時台のニュースと18時台のスポーツ：水曜日）
- グッデイCBC
- サタデー生ワイド そらナビ
- えなりかずき!そらナビ
- なるほどプレゼンター!花咲かタイムズ（2022年8月6日、2023年1月14日・4月1日・6月17日、2024年2月10日・3月30日・7月5日・8月17日[12]・2025年2月8日[13]・6月14日）気象予報士推しスポットのコーナー、（2024年6月29日、2025年6月21日）家電マニアと一緒に最新家電を紹介するコーナー、（2025年4月26日）広告案件

### ラジオ
- 0時半です松坂屋ですカトレヤミュージックです
- ホップステップさわともひろ!
- ツー快!お昼ドキッ（金曜日）
- ごごイチ（金曜日・中継）
- 澤朋宏アワー サワっていいとも!
- サンデーみか 〜Mika's MUSIC MUSEUM〜（日曜日9:00 - 15:00）（渡辺美香のピンチヒッター役）
- ことばのたまてばこ
- ザ・土曜天国
- 北野誠のズバリ（金曜日・中継）
- 多田しげおの気分爽快!!朝からP・O・N
- おなかがグーは、しあわせのグー。（2024年10月21日 - 25日） - 中部ブロック8局ネット